# 張真源
張真源（2003年4月16日—），出生于重庆，中国男艺人、歌手、演员。现为时代少年团成员。

## 演艺经历

### 加入時代峰峻前（2015年或以前）
2014年，参演首部电影《天空之泪》。
2015年，参演武侠电影《禅寺风云》。

### TF家族練習生時期（2015年-2019年）
2015年底，加入TF家族，成為時代峰峻簽約練習生，參與TF家族自製綜藝《星期五練習生》。
2017年9月，參演TF家族自製劇《第二人生》。
2017年10月16日，與TF家族練習生共同演唱单曲《超人诞生日记》，參加《快樂大本營》及《我要上春晚》，並参與2018年湖南衛視跨年演唱會表演該单曲。
2018年5月，參演TF家族自製網劇《念念》，並與兩位TF家族練習生共同演唱主題曲《你我》。
2018年10月22日，發行首支個人單曲《光影》。同年，11月11日於《由你音樂榜》打搒。

### 時代少年團時期（2019年開始）
2019年7月19日，TF家族自製綜藝《台風蛻變之戰》首播。8月25日，《台風蛻變之戰》成團夜公布七人成團出道，並公佈隊內排名，張真源為隊內第五名。
2019年11月23日，舉辦出道歌曲首唱會，與馬嘉祺、丁程鑫、宋亞軒、刘耀文、嚴浩翔、賀峻霖組成七人團，成為時代少年團成員正式出道，隊內職務為主唱。
2020年5月14日，發行個人單曲《心橋》。
2021年，参加中央戲劇學院藝考，獲得音樂劇專業全國第二十六名。同年6月，在重慶參加全國高考，以總分474分超出重慶本科線28分被中央戲劇學院音樂劇系錄取，現為中央戲劇學院音樂劇系學生。
2022年，以中央戏剧学院學生身份，出演中國國家話劇院第七屆中國原創話劇邀請展——開幕大戲《鐵流東進》。
2023年2月，參加《時光音樂會第二季》，表演《心橋》、《靠近我》、《逆光》。
2023年4月16日，發布20歲生日單曲《愛在終局之前》。
2023年6月，參加《全員加速中第三季》，6月17日播出，常駐嘉賓。
2023年7月21日，在杭州运河大剧院出演话剧《家》——扮演高觉慧。
2023年10月30日，發布個人第四首單曲《蝴蝶》。
2023年11月官宣參加《奔跑吧生態篇》，11月18日起開始播出，為常駐嘉賓。
2023年12月8日，與嚴浩翔合作單曲《認輸》發布。
2024年2月8日，發布個人第五首單曲《出淵》。
2024年3月19日官宣参加《这是我的岛》，4月12日起开始播出，为常驻嘉宾。
2024年3月官宣參加《奔跑吧12》，4月26日起開始播出，為常駐嘉賓。

## 影視作品

### 电影
| 播出日期     | 播放平台 | 电影名称     | 角色   | 備註 |
| 2015年3月7日 | Bilibili | 《天空之泪》 | 蓝若空 |      |

### 迷你劇
| 播出日期       | 播放平台 | 劇名               | 角色          | 備註         |
| 2016年10月14日 | 騰訊視頻 | 《和喵星人的21天》 | 張不圓/張好方 | TF家族自製劇 |

### 網劇
| 播出日期      | 播放平台 | 劇名         | 角色   | 備註         |
| 2017年9月29日 | Bilibili | 《第二人生》 | 張專員 | TF家族自製劇 |
| 2018年5月11日 | 騰訊視頻 | 《念念》     | 胡真   | TF家族自製劇 |

### 戲劇
| 年份   | 日期              | 成員   | 地点           | 戏剧名稱       | 角色          | 備註   |
| 2022年 | 4月13日-4月18日   | 张真源 | 中国国家话剧院 | 《铁流东进》   | 小柴火        | 話劇   |
| 2023年 | 7月21日           | 张真源 | 杭州运河大剧院 | 《家》         | 高觉慧        | 音樂劇 |
| 2024年 | 12月16日-12月17日 | 張真源 | 中戲實驗劇場   | 《禾下乘涼夢》 | 敘述者/冼十八 | 音樂劇 |

## 综艺节目

### 固定出演
| 年份   | 播出日期               | 播出平台 | 名稱             | 備註 |
| 2021年 | 7月23日-10月15日       | 湖南衛視 | 夏日少年派       |      |
| 2023年 | 6月10日-8月26日        | 湖南衛視 | 全員加速中第三季 |      |
| 2023年 | 11月18日-12月23日      | 浙江衛視 | 奔跑吧生態篇     |      |
| 2024年 | 4月26日-7月12日        | 浙江衛視 | 奔跑吧第十二季   |      |
| 2024年 | 11月23日-2025年1月11日 | 浙江衛視 | 奔跑吧茶馬古道篇 |      |

### 嘉賓出演
| 年份   | 播出日期        | 播出平台 | 名稱             | 備註   |
| 2022年 | 6月4日          | 湖南衛視 | 你好星期六       | 團體   |
| 2023年 | 2月16日-2月25日 | 湖南衛視 | 時光音樂會第二季 | 共兩期 |

## 音樂作品

### EP
| 专辑 | 专辑资料                                                            | 年份     | 日期             | 曲目 |
| 1st  | 《镜花水月 Cold Romance》 正式发行日期：2024年12月16日 语言：普通话 |          |                  |      |
| 1st  | 《镜花水月 Cold Romance》 正式发行日期：2024年12月16日 语言：普通话 | 2024年   |                  |      |
| 1st  | 《镜花水月 Cold Romance》 正式发行日期：2024年12月16日 语言：普通话 | 12月16日 | One Night        |      |
| 1st  | 《镜花水月 Cold Romance》 正式发行日期：2024年12月16日 语言：普通话 | 12月16日 | Moonlight        |      |
| 1st  | 《镜花水月 Cold Romance》 正式发行日期：2024年12月16日 语言：普通话 | 12月16日 | Kiss you goodbye |      |
| 1st  | 《镜花水月 Cold Romance》 正式发行日期：2024年12月16日 语言：普通话 | 10月28日 | 镜花水月         |      |
| 1st  | 《镜花水月 Cold Romance》 正式发行日期：2024年12月16日 语言：普通话 | 12月16日 | 万花镜           |      |

### 个人单曲
| 年份   | 日期     | 歌曲名稱     | 備註                         |
| 2018年 | 10月22日 | 光影         | 出道前單曲 Rap詞由張真源創作 |
| 2020年 | 5月6日   | 心橋         | 張真源自作曲及作词           |
| 2023年 | 4月16日  | 愛在終局之前 | 生日單曲                     |
| 2023年 | 10月30日 | 蝴蝶         | 個人第四首單曲               |
| 2024年 | 2月8日   | 出渊         | 個人第五首單曲               |

### 合作单曲
| 年份   | 日期    | 歌曲名稱 | 備註                                                |
| 2018年 | 5月10日 | 你我     | TF家族自制网络剧《念念》主题曲 与马嘉祺、宋亚轩合作 |
| 2022年 | 8月30日 | 瑜 (Yú)  | 張真源參與作曲及作词 与刘耀文、严浩翔合作           |
| 2023年 | 1月15日 | 亲亲爱   | 与丁程鑫、贺峻霖合作                                |
| 2023年 | 1月16日 | 抬起头来 | 与马嘉祺、宋亚轩合作                                |
| 2023年 | 12月8日 | 认输     | 与严浩翔合作                                        |

## 奖项及荣誉
| 年份   | 日期 | 颁奖典礼           | 奖项     | 備註     |      |
| 2022年 | 12月 | 第六届华语戏剧盛典 | 最佳新人 | 铁流东进 | 提名 |

## 外部連結
官方網站
- TF家族官方網站（中文）

官方帳號
- YouTube上的時代少年團頻道（中文）
- 时代少年团的X（前Twitter）（英文） -最新官方
- 时代少年团的Instagram帳戶（中文）
- 时代少年團 - Teens in Times的Facebook專頁

個人社媒体
- 时代少年团-张真源的新浪微博
- 张真源的快手账号